# 井澤美香子・諏訪ななかのふわさた
『井澤美香子・諏訪ななかのふわさた』（いざわみかこ・すわななかのふわさた）は、2015年7月11日から2022年3月21日まで文化放送超!A&G+で放送されていたラジオ番組である。愛称は「ふわさた」。パーソナリティは声優の井澤美香子と諏訪ななか。

## 番組概要
月曜から学校や仕事を終えて疲れて帰ってきた皆さんや休日に向けてこれから一週間頑張っていこうという皆さんに、ふわふわとした井澤・諏訪のトークをゆったりと聴いて癒されてほしいというコンセプトの番組。
AG-ON Premiumでは、『みけるーむ』、『すわわるーむ』と題し、井澤と諏訪が交互に1人トーク・コーナーを繰り広げている。

### 放送日時
本放送（超!A&G+）
- 2021年3月29日 - 2022年3月21日

毎週月曜日19:30 - 20:00 (収録放送）
- 2019年4月7日 - 2021年3月28日

毎週日曜日21:30 - 22:00 (収録放送）
- 2015年7月11日[2] -2019年3月30日

毎週土曜日18:00 - 18:30 (収録放送）
AG-ON Premium版
- 2017年6月3日 -

毎週土曜日正午ごろ（収録放送）
AG-ON版（AG-ON Premiumへ移行）
- 2015年7月18日[2] - 2017年5月27日

毎週土曜日正午ごろ（収録放送）

## コーナー（本編）
略してふわさた
2019年4月の放送時間変更後本来の意味（ふわふわさたでー）を失ってしまった番組名に強引に意味を持たせるべく、リスナーから「ふわさた」のあいうえお作文を募集する。
アイデアウーマン・みけ!!
番組でやりたいことがたくさんある井澤がアイデアを出したコーナーを実現したり、リスナーからの新コーナー案や企画案を紹介したりと、色々とチャレンジしていくコーナー。
まんでー向上計画
月曜日の有意義な過ごし方を研究し、実践するコーナー。アイデアも募集している。
ななかお嬢様の目撃情報
リスナーの想像による諏訪の目撃談を紹介するコーナー。
みけこおばさんの目撃情報
リスナーの想像による井澤の目撃談を紹介するコーナー。
世界の○○大賞！
リスナーが頑張った事を募集し、それに対し2人がふさわしい賞を贈呈するコーナー。
ダジャレたちの品評会
リスナーからお題の言葉を使ったダジャレを募集、番組スタッフの判定で優秀作を決めるコーナー。
題名のない写真展
お題となる写真に対してのセリフやタイトルを募集するコーナー。

コーナー以外でも普通のお便り（ふつおた）は募集している。

## コーナー（AG-ON Premium版）
帰ってきたみけ的ランキング
みけるーむ限定コーナー。リスナーから井澤にやってほしいランキングテーマを募集し、紹介していくコーナー。
みけフォン
みけるーむ限定コーナー。井澤に会ったら、聞いてみたい事を募集するコーナー。井澤はリスナーと電話をかけている体で紹介する。
コーナーの初回では井澤がツイッターでも募集をかけていた。
みけ的会議
井澤に関するあれこれをリスナーと共に会議するコーナー。井澤に着てほしい衣装のリクエストを募集したり、井澤に関する話題で作るみけカルタをリスナーと共に制作している。
イラストコーナー
すわわるーむ限定コーナー。諏訪に描いてほしい絵のお題を募集し、諏訪が実際に描いていくコーナー。
すわりぶ
すわわるーむ限定コーナー。諏訪がリスナーから募集した演じてほしい人物・もののお題を演じ、スタッフが何を演じているかを当てる。

AG-ON Premium版でもコーナー以外の普通のお便り（ふつおた）は募集している。

## 終了したコーナー
レッツ！ハイテンション！
テンションが低めの諏訪のテンションが上がりそうな事を募集するコーナー。
諏訪のテンションが高くなってきたために終了。
マーベラスプレゼンツ　クロドラさたでー！
iOS/Android用アプリゲーム『クロノドラゴン〜ななつの光と太初の樹〜』を、クロノドラゴン応援ユニット"クロノス"のメンバーでもある井澤が諏訪とリスナーにその魅力を伝えるコーナー。
すわわ、外に出る
インドア派の諏訪が思わず外に出たくなるようなスポットを、リスナーから言葉巧みにおすすめしてもらい、それを判定するコーナー。
みけこおばあちゃんの知恵袋
リスナーからの疑問や謎に思っている事などを送ってもらい、井澤が10秒で答えるコーナー。
必殺技研究所
リスナーが出会った困った出来事や厄介な人といったモンスターを募集し、それをやっつける必殺技を2人が考案・伝授するコーナー。
イケメンになろう！→も～っとイケメンになろう！→次こそイケメンになろう！
リスナーから募集したシチュエーションに対してイケメンな回答を井澤・諏訪が考えるコーナー。
ふわさた総選挙
「プリンはストローで飲む派？飲まない派？」といった井澤・諏訪の2人の意見が分かれるお題に対して、リスナーから意見を貰い、ふわさた的な見解を決めるコーナー。リスナーからもお題を募集している。

## ゲスト
- 第24回・第25回：中野さいま・尾高もえみ[8]

## イベント
- 井澤美香子・諏訪ななかのふわさた〜池袋シネマチ祭スペシャルステージ（2015年11月8日）[9][注 6]

## エピソード
- 第6回ではリスナーからの要望で井澤・諏訪共に浴衣姿で収録した[10]。